# 小川次郎兵衛
小川 次郎兵衛（おがわ じろべえ、元亀元年（1570年）ごろ - 慶安4年（1651年）2月17日）は、安土桃山時代から江戸時代初期にかけての武将。本名不詳。

## 略歴
近江の豪族・小川氏出身。兄は小川元政。
始め生駒高正に仕え、後に豊臣秀頼の家臣となる。
大坂の陣では豊臣軍として奮戦するが敗北すると近江へ落ち延びた。
元和3年（1617年）に藤堂高虎の家臣となり200石を与えられる。これは兄・元政が藤堂高虎に仕えていたことが大きいとされる。
慶安4年（1651年）2月17日に没する。

## 参考資料
「藤堂高虎家臣辞典」